# Charles Edward Mudie

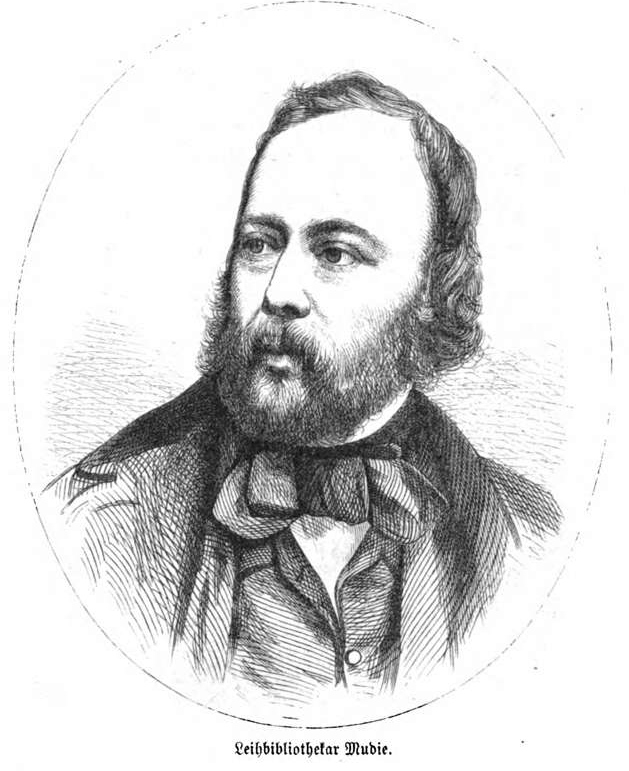
Charles Edward Mudie, 1871

Charles Edward Mudie (* 18. Oktober 1818 in Chelsea; † 28. Oktober 1890) war ein britischer Buchhändler und Gründer von Mudie’s Select Library.

## Leben
Charles Mudie war der Sohn eines Londoner Buch- und Zeitungshändlers. 1840 gründete er einen eigenen Verlagsbuchhandel in Bloomsbury und veröffentlichte unter anderem Texte von Ralph Waldo Emerson.
1842 weitete er sein Geschäft um eine Leihbibliothek aus und entwickelte sich mit seiner Select Library innerhalb weniger Jahre zum größten kommerziellen britischen Buchverleiher. Durch den Einsatz eines ausgedehnten Vertriebsnetzes und moderner Transportmittel wie der Eisenbahn und Dampfschiffen verschickte er seine Bücher in seinen charakteristischen metallverkleideten Standardbehältern schon bald an Abonnenten sogar über die Grenzen des Britischen Empires hinaus.
Die Leihbibliothek war so erfolgreich, dass sie bereits 1852 in ein größeres Gebäude in der Oxford Street umzog, wo sie für mehr als ein halbes Jahrhundert verblieb und zu einem der Wahrzeichen Londons wurde.
1879 verstarb Mudies ältester Sohn Charles Henry, den er als seinen Nachfolger im Unternehmen bestimmt hatte und der acht Jahre zuvor in den Betrieb eingestiegen war. Von diesem Verlust erholte sich Mudie nie ganz, und in den folgenden Jahren zog er sich mehr und mehr aus dem Tagesgeschäft zurück, bis er schließlich 1884 seinen Posten an seinen jüngeren Sohn Arthur übergab und sich ganz aus dem Geschäft verabschiedete.
Bis Ende des 19. Jahrhunderts war der Bestand der Select Library auf über sieben Millionen Bände angewachsen, auch wenn ständig alte Titel aus den Lagern ausgeschieden und antiquarisch veräußert wurden. Zum Zeitpunkt von Mudies Tod im Jahre 1890 hatten aber bereits neue Entwicklungen wie das verstärkte Aufkommen öffentlich finanzierter Bibliotheken und billiger Taschenbuchausgaben den Niedergang des Unternehmens eingeleitet, das für mehr als ein halbes Jahrhundert die Literaturszene Englands dominierte.

## Bedeutung
Mudies Select Library war mit ihrem rasanten Wachstum für die Schließung vieler kleinerer kommerzieller Büchereien verantwortlich, die nicht mit den niedrigen Preisen und der großen Auswahl an Titeln konkurrieren konnten. Das führte zu einer Konzentration der Branche in den Händen einiger weniger finanzstarker Unternehmen und zu einer Zentralisierung des Buchverleihs ausgehend von London.
Mudies Unternehmen war mit Abstand die größte und somit einflussreichste Leihbibliothek. Diesen Einfluss benutzte er, um seinen Vorstellungen von guter Literatur Vorschub zu leisten, auch wenn er sich dabei an den zur Zeit der Gründung seiner Select Library vorherrschenden Moralvorstellungen orientierte. Mudies Bücherei wurde bald für ihre konservativen Praktiken bekannt und war lange Zeit ein Bollwerk Viktorianischer Werte.
Aus logistischen und finanziellen Gründen begünstigte er die Durchsetzung des bereits seit einigen Jahren bekannten dreibändigen Romanformats, auch Dreidecker genannt, und beeinflusste durch seine vorherrschende Marktstellung die führenden britischen Verlagshäuser. Diese Bevorzugung der teuren, dreibändigen, gebundenen Prestigeausgaben führte jahrzehntelang zu künstlich hochgetriebenen Buchpreisen und entsprechend kleinen Auflagen. Die Leser sollten darin bestärkt werden, Bücher auszuleihen statt sie zu kaufen. Damit wurden die großen Leihbibliotheken zu den Hauptabnehmern der Verleger schöner Literatur. Ein Titel, der von Mudie für sein Programm abgelehnt oder nur in geringer Stückzahl angeschafft wurde, hatte kaum eine Chance, ein finanzieller Erfolg zu werden. Das führte zu häufigen Vorwürfen, er zensiere die englische Literatur.
Die Vorherrschaft des Dreideckers hatte beträchtliche Auswirkungen auf die Prosaliteratur einer gesamten Literaturepoche. Viele bedeutende Viktorianische Romanautoren wie William Makepeace Thackeray, Anthony Trollope, George Eliot und Thomas Hardy schrieben fast ausschließlich Dreideckerromane, die mit ihren durchschnittlich 900 Seiten Umfang und ihrer dreibändigen Veröffentlichungsform besondere Anforderungen an Inhalt und Aufbau der Romane stellten.